# Scottish Open 1981
Die Scottish Open 1981 im Badminton fanden vom 23. bis zum 25. Januar 1981 in Edinburgh statt.

## Finalresultate
| Disziplin    | Sieger                         | Finalist                         | Ergebnis          |
| ------------ | ------------------------------ | -------------------------------- | ----------------- |
| Herreneinzel | Nick Yates                     | Andy Goode                       | 7:15, 15:11, 15:2 |
| Dameneinzel  | Gillian Gilks                  | Paula Kilvington                 | 11:1, 11:3        |
| Herrendoppel | Andy Goode Gary Scott          | Billy Gilliland Dan Travers      | 3:15, 15:7, 18:16 |
| Damendoppel  | Gillian Gilks Paula Kilvington | Barbara Beckett Kathleen Redhead | 15:13, 15:7       |
| Mixed        | Billy Gilliland Gillian Gilks  | Alastair Baker Linda Gardner     | 15:5, 15:0        |